# Goule
Pour la station de sports d'hiver, voir Goule (station de sports d'hiver). Pour le drone, voir Goule (drone).
La goule (de l'arabe الغول, al-ghoûl ; féminin al-ghoûla ; « l'ogre ») est une créature monstrueuse du folklore Perse préislamique qui apparaît dans les contes des Mille et Une Nuits. Elle forme une classe de djinns, comme les éfrits par exemple. Les goules changent de forme, prenant le plus souvent l'apparence d'une hyène ou celle d'une femme, mais elles sont reconnaissables à leurs pieds fourchus, seul élément constant de leur apparence.
Le mot « goule » vient de l'arabe « ghul », dérivé de « ghala » qui signifie « saisir ». On retrouve ses homologues dans la mythologie hindoue (yogni et dakini), chaldéenne (utug et gigim, démons du désert) et slave (Baba Yaga). Le poète préislamique Ta'abbata Charrane décrit dans l'un de ses poèmes sa rencontre et sa lutte contre une goule.
La goule affectionne les cimetières, où elle déterre les cadavres pour s'en nourrir. La goule hante aussi le désert sous les traits d'une jeune femme et elle dévore les voyageurs qui succombent à ses appels, non sans rappeler les sirènes du récit de l’Odyssée. Dans les pays d'Afrique du Nord, de nombreux récits terrifiants destinés aux enfants ont pour personnage principal une goule, qui y joue souvent un rôle équivalent à celui du grand méchant loup.

## Passage dans la mythologie et la fiction occidentale

### Littérature
Ce personnage a été repris dans la mythologie occidentale, avec une attraction probable du latin « gula », signifiant « gueule » et ses dérivés « goulu », « goulûment ».

#### Nouvelle
Il est popularisé dans la littérature fantastique. Dans les œuvres d'Edgar Allan Poe, la goule se transforme en femme afin d'attirer ses victimes. Elle n'est cependant ni homme, ni femme, ni bête, ni humaine.

#### Roman
Le romancier populaire du XIXe siècle Paul Féval fait de la goule la femelle du vampire. Dans son livre La Vampire (1856), un vampire femelle hante le Paris de 1804, où elle est mêlée au complot de Georges Cadoudal contre le Premier Consul. Dans un épisode comique, le secrétaire général de la préfecture de la Seine étale sa science en précisant que la femelle du vampire n'est pas appelée une vampire, mais une « oupire » ou une « goule ». Toujours en France, cette créature apparait en 1905 dans Les Goules, un drame en deux actes de Jean Lorrain et Charles Esquier.
L'auteur de récits fantastiques H. P. Lovecraft, probablement inspiré par E.T.A. Hoffmann et son récit « Der Vampyr » (in Die Serapionsbrüder), en fait des nécrophages qu'on rencontre également dans les « contrées du Rêve ». Le jeu de rôle tiré de ses œuvres, L'Appel de Cthulhu, les montre comme capables d'absorber les souvenirs de leur « repas » et de prendre son aspect pour un temps limité. De surcroît, trop fréquenter les goules peut mener un humain à devenir goule lui-même. Un ouvrage fictif du mythe de Cthulhu tourne même autour des goules : le Culte des Goules, prétendument écrit en 1702 par le comte d'Erlette.

#### Manga
Dans le manga Hellsing de Kōta Hirano, les goules sont des êtres sans intelligence; victimes d'un vampire qui ne les a pas totalement transformés.

### Filmographie
Les goules deviennent des morts-vivants dans The Dead Don't Die de Jim Jarmush. Le terme est ainsi parfois utilisé pour désigner les zombies. Dans l'univers du Monde des Ténèbres, le mot caractérise les serviteurs des vampires.

### Jeux vidéos
Les goules apparaissent dans la série de jeux vidéos Dragon Quest, partageant leur sprite avec ceux des Mort-Vivants, à quelques couleurs près.
L'univers des jeux-vidéos Fallout exploite également le terme de goule pour désigner les individus ayant subi de graves mutations dues aux radiations.

## Légende

### L'étoile du démon
Algol est une étoile. L'origine de son nom est la même que celui du mot « goule ». Les astronomes arabes ont vu que sa luminosité changeait : elle diminuait, puis s'intensifiait de nouveau au bout de quelques jours. Étonnés, les savants en ont déduit que, au centre de l'astre, se trouvait un démon. En 1783, un jeune astronome, John Goodricke, découvrit que ces changements de lumière étaient en fait le signe de la présence de 2 étoiles : l'une, plus petite, passe tous les 4 jours devant la seconde, bloquant ses rayons. Quand la petite étoile part, la plus grosse redevient entièrement visible.

### Études et essais
- (en) Scott Connors, « The Ghoul », dans S.T. Joshi (dir.), Icons of Horror and the Supernatural : An Encyclopedia of Our Worst Nightmares, vol. 1, Westport (Connecticut) / Londres, Greenwood Press, 2007, 796 p. (ISBN 978-0-313-33780-2 et 0-313-33781-0), p. 243-266.
- Stéphane Fantini, Loups-garous, goules et vampires : poétique de l'espace et des éléments chez trois croque-mitaines de la littérature fantastique du dix-neuvième siècle (thèse de doctorat en littérature comparée menée à l'Université Stendhal (Grenoble) sous la direction de Jacques Finné), Grenoble, Université Stendhal, 2003 (lire en ligne)
- Jacques Finné, L'Univers des goules : Chronique d'une mal-aimée, Dinan, Terre de Brume, coll. « Terres fantastiques », 2017, 264 p. (ISBN 978-2-84362-625-8).
- (en) Will Murray, « Lovecraft's Ghouls », dans Robert M. Price (dir.), The Horror of It All : Encrusted Gems from the Crypt of Cthulhu, Mercer Island, Starmont House Inc., 1990 (ISBN 978-1-55-742123-4), p. 39-41.
- Pierre Larcher, « Ta’abbaṭa Šarran et la goule : un Persée arabe ? », Quaderni di Studi Arabi, nuova serie 10, 2015, Supplemento La poesia araba. Studi e prospettive di ricerca. Giornata di Studi (Napoli, 23 aprile 2015) a cura di Oriana Capezio, p. 7-20. Istituto per l’Oriente, C.A. Nallino, Roma, 2015 [année de tomaison].

### Littérature
- Somadeva, Contes du vampire, traduit du sanskrit par Louis Renou, Connaissance de l'Orient, Gallimard-Unesco, 1985,  (ISBN 2-07-070532-3).
- Jacques Finné ( éd.) (trad. de l'anglais), Trois saigneurs de la nuit : Goules, vampires, loups-garous, vol. 1, Paris, Nouvelles Éditions Oswald (NéO), coll. « Fantastique/SF/Aventure n° 157 », 1986, 196 p. (ISBN 2-7304-0357-4, présentation en ligne sur le site NooSFere).
- Jacques Finné ( éd.), Trois saigneurs de la nuit : Goules, vampires, loups-garous, vol. 2, Paris, Nouvelles Éditions Oswald (NéO), coll. « Fantastique/SF/Aventure n° 184 », 1986, 188 p. (ISBN 2-7304-0414-7, présentation en ligne sur le site NooSFere).
- Jacques Finné ( éd.), Trois saigneurs de la nuit : Goules, vampires, loups-garous, vol. 3, Paris, Nouvelles Éditions Oswald (NéO), coll. « Fantastique/SF/Aventure n° 210 », 1988, 208 p. (ISBN 2-7304-0498-8, présentation en ligne sur le site NooSFere).
- Jacques Finné, Bibliographie de Dracula, Lausanne, L'Âge d'Homme, coll. « Contemporains », 1986, 215 p..
- Jacques Finné ( éd.), Femmes de sang : Histoires de goules, Dinan, Terre de Brume, coll. « Terres fantastiques », 2017, 219 p. (ISBN 978-2-84362-624-1).
- Gemmalie et autres Corinthiennes, 1825 ; rééd. éditions Otrante, 2016  (ISBN 978-2-9551544-6-5) : anthologie consacrée aux goules comprenant, outre la nouvelle anonyme Gemmalie, des textes de Philostrate, John Keats, Les Mille et une Nuits, Jacques Collin de Plancy, E.T.A. Hoffmann et Alphonse Le Mire.
- Sui Ishida, Tokyo Ghoul, Shūeisha, 2011 et ses suites.